# Banmin chōhōki
Banmin chōhōki (萬民重宝記 o 万民重宝記?) («Compendio para todos») es una enciclopedia japonesa de conocimiento común publicada en 1692 de manera anónima.

## Historia
Gracias a esta publicación se trazó un cambio en la historia del conocimiento nipón. Esta revolución del conocimiento llegó más tarde que en China, que a mitad del siglo XVII ya contaba con tomos similares. En ocasiones los japoneses copiaban multitud de patrones para elaborar las enciclopedias.

## Descripción
La enciclopedia se divide en dos fascículos que pretenden completar la guía de los viajes de Ekiken Kaibara. Ambos fascículos van dirigidos a adolescentes o adultos que buscan un aprendizaje especializado, por lo que se trata de un libro instructivo cuyo nivel es superior a los colegios de primaria. Esta obra se centra también en las llamadas enciclopedias ilustradas de la humanidad, es decir en textos conocidos como setsuyōshū (una amplia variedad de diccionarios), kinmōzui (diccionarios léxicos ilustrados, por lo general especializados en un tema concreto) y chōhōki (manuales pedagógicos).

## Elementos deBanmin chōhōki
El primer elemento a destacar son los emperadores, en Banmin chōhōki aparecen detalladas 114 generaciones de emperadores, desde el primer emperador Jinmu Tennō, hasta el emperador reinante, ordenados de manera numérica y temporal.
Otros elementos que aparecen como una lista de 22 categorías de centenares de objetos consagrados, los nombres de quien los poseía y en ocasiones su procedencia histórica. 
Elementos sobre la estructura del verso. 
O incluso divide Japón en zonas y provincias más allá de las divisiones locales, añade que el país acoge 908.868 poblaciones cuyo valor de las cosechas es de 22 millones de koku (unidad de volumen equivalente a 279 litros)
En definitiva estos elementos pretendían exaltar su cultura común y favorecer el sentimiento de identificación. También reunía elementos de la historia de Japón, una gran recopilación de datos destinados a un público curioso. Este texto no pretendía ser útil sino enseñar un conjunto de conocimientos, ya que mucha de la información en ocasiones resultaba obvia.